# دندانه (گیلانغرب)
دندانه (گیلانغرب)، روستایی از توابع بخش مرکزی شهرستان گیلانغرب در استان کرمانشاه ایران است.
روستای "دندانه" از نام دیانا گرفته شده است. آنطور که معروف است یکی از ملاکین این روستا در گذشته ها نام دخترش دیانا را بر این روستا گذاشته است. چون در کردی "دیانه" تلفظ می شود در اسناد مکاتباتی به خیال اینکه ریشه کلمه دندان است آن را به دندانه ثبت کرده اند. بعد خیلی ها پنداشته اند دندانه به معنی بلندی است و آن را دگرگون ساخته اند. نام دیگر روستا "کرگا" است. در بین مرمرین حوالی این روستا به "نیله نامه" معروف است. در این روستا گروههایی از طوایف مثل خمان، کرگا، شیه‌رگ و ورمزیار، زراونشی و... مقیم هستند. خانواده های کاکایی، پاشایی، مرادی، یارمرادی، حقمرادی، شبابی، گوهری نژاد، کمری، کریمی، تقی پور، سخن پرا، نگهبان پور اهل این روستا هستند. شغل اهالی روستا کشاورزی و پرورش دام است.

## جمعیت
این روستا در دهستان حومه قرار دارد و براساس سرشماری مرکز آمار ایران در سال ۱۴۰۳، جمعیت آن ۲۰۳ نفر (۵۹خانوار) بوده‌است.